# Picaflors de Maugé
El picaflors de Maugé (Dicaeum maugei) és un ocell de la família dels diceids (Dicaeidae).

## Hàbitat i distribució
Viu als clars del bosc i vegetació secundària de les terres baixes de Wallacea a les illes del Mar de Flores i les Illes Petites de la Sonda, a Bali, Penida, Lombok, Sawu, Roti, Semau, Timor, Romang, Moa, Damar i Babar.